# Black Widow (In This Moment)
Black Widow is het vijfde studioalbum van de Amerikaanse metalband In This Moment. Het is hun eerste album weg van het originele platenlabel Century Media en gaat door in hetzelfde industrial metal geluid als Blood.

## Nummers
1. "The Infection" - 1:49
2. "Sex Metal Barbie" - 4:22
3. "Big Bad Wolf" - 5:12
4. "Dirty Pretty" - 4:07
5. "Black Widow" - 4:58
6. "Sexual Hallucination" - 6:18
7. "Sick Like Me" - 5:00
8. "Bloody Creature Poster Girl" - 4:20
9. "The Fighter" - 4:52
10. "Bones" - 4:30
11. "Natural Born Sinner" - 5:09
12. "Into the Darkness" - 2:52
13. "Out of Hell" - 6:34